# Sirène (film, 1968)
 (juin 2015).
Si vous disposez d'ouvrages ou d'articles de référence ou si vous connaissez des sites web de qualité traitant du thème abordé ici, merci de compléter l'article en donnant les références utiles à sa vérifiabilité et en les liant à la section « Notes et références ».
Pour les articles homonymes, voir Sirène (homonymie).
Pour plus de détails, voir Fiche technique et Distribution.
Sirène est un film d'animation belge de 10 min. réalisé par Raoul Servais tourné en 1968.

## Synopsis
Seigneurs inquiétants autant qu'anachroniques, les grues géantes et les reptiles ailés du Jurassique règnent en maître sur un étrange port de commerce.
Seul un pêcheur à la ligne y est toléré et y sera témoin d'une étrange idylle, d’un délit, d’une curieuse enquête et d’un jugement de Salomon. Solidement ancré, un beau trois-mâts est tenu en captivité dans le hâvre dantesque. À son bord, un mousse tombe amoureux d’une figure de proue en forme de sirène qui bientôt se met à vivre. Rêve ou réalité, qu’importe, car elle lui apportera le souffle de la liberté.

## Fiche technique
- Titre : Sirène
- Réalisation : Raoul Servais
- Scénario : Raoul Servais
- Musique : Lucien Goethals
- Montage : Jef Bruyninckx
- Société de production : Absolon Films
- Pays :  Belgique
- Genre : Animation, comédie dramatique et fantastique
- Durée : 9 minutes
- Dates de sortie : 
  -  Belgique : 1968